# Aoki (Nagano)
Aoki (jap.: 青木村, -mura) ist ein Bergdorf im Chiisagata-gun der Präfektur Nagano auf der japanischen Hauptinsel Honshū. Im Jahre 1761 war Aoki ein Ausgangspunkt der Ueda-Unruhen (Ueda sōdō), einem Bauernaufstand im Ueda-han, weswegen das Dorf auch „Heimat des patriotischen Volkes“ (gimin no sato) genannt wird. Auf seiner Website nennt sich Aoki jedoch „Heimat von heißen Quellen und Kultur“ (ideyu to bunka no sato).

## Geografie
Aoki liegt zentral in der Präfektur Nagano ca. 12 km östlich der Großstadt (shi) Ueda. Das Verwaltungsgebiet von Aoki hat eine Ost-West-Ausdehnung von ca. 8 km und eine Nord-Süd-Ausdehnung von ca. 10,4 km. Auf einer Fläche von 57,09 km² leben 4.659 Menschen (Stand: 1. Februar 2010). Aoki grenzt an die Großstädte Ueda und Matsumoto sowie an das Dorf Chikuhoku im Higashichikuma-gun.
In Aoki liegen die Berge Jukkan (1.285 m), Komayumi (1.223 m) und Okami (1.250 m).

## Geschichte
Das Dorf Aoki wurde am 1. April 1889 durch den Zusammenschluss von sechs vormals eigenständigen Siedlungen gegründet. Im Jahre 1957 fanden durch die Aufnahme weiterer Siedlungen zwei Erweiterungen des Gemeindegebietes statt. 2002 gab es Pläne, Aoki mit Ueda zusammenzulegen, was jedoch am 25. Oktober 2002 von der Dorfverwaltung öffentlich abgelehnt wurde.

## Verkehr
Durch Aoki führt die Nationalstraße 143.
Bis 1938 verband eine Eisenbahn Aoki mit Ueda. Seit der Stilllegung der einzigen Linie verfügt Aoki über keinen Anschluss an das japanische Schienennetz mehr. Dafür gibt es mehrere Buslinien.

## Bildungseinrichtung
Aoki betreibt eine Grundschule und eine Mittelschule.

## Städtepartnerschaften
- Nagaizumi, Japan
- Shōbu (seit dem 23. März 2010 Teil von Kuki), Japan
- Namche Bazar, Nepal

## Weblinks

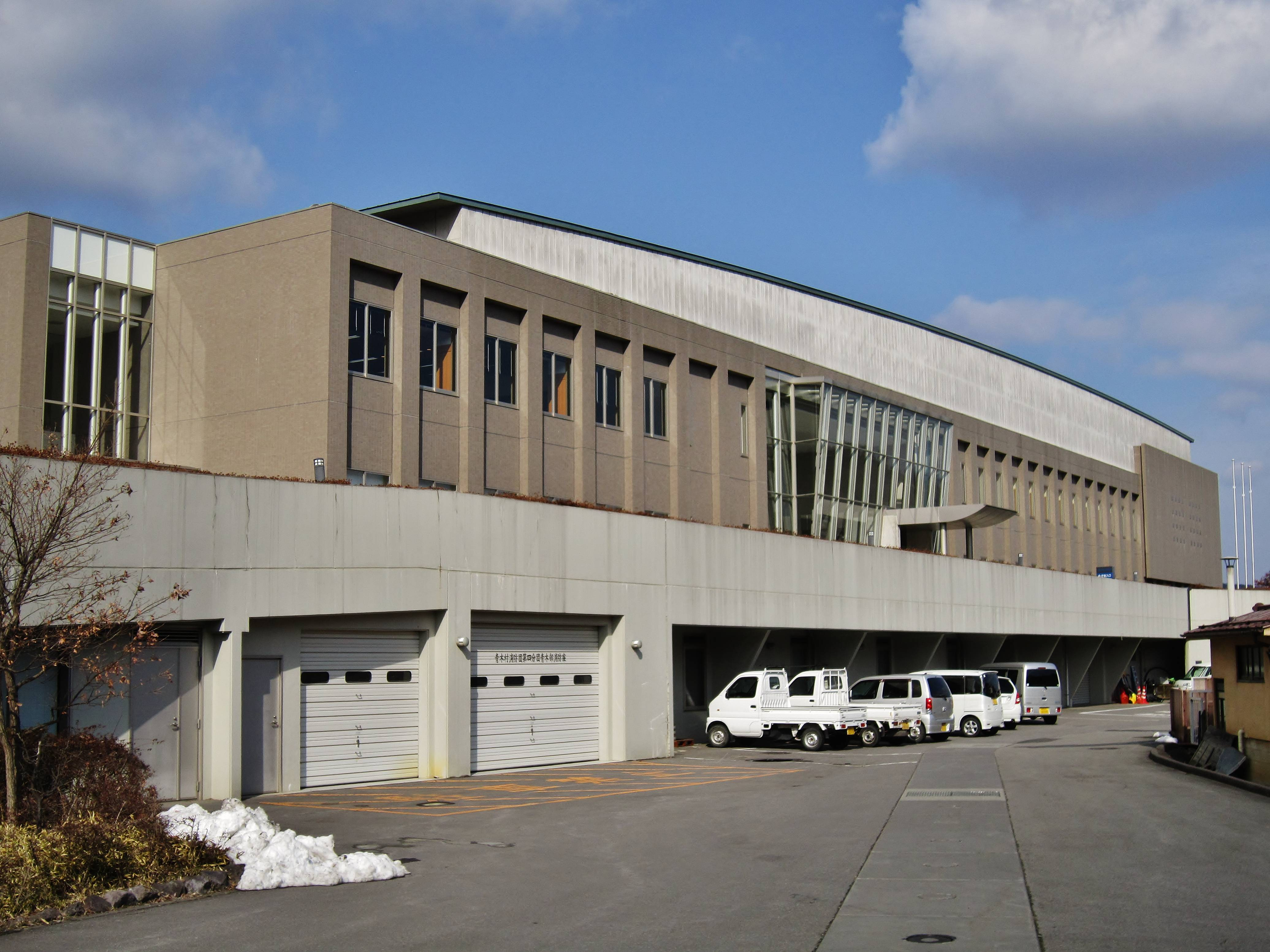
Rathaus